# Ласло Тот
Ласло Тот (англ. Laszlo Toth, угор. Tóth László; 1 липня 1938, Пілішверешвар, Угорщина) — австралійський геолог угорського походження, який скоїв акт вандалізму проти скульптурної групи Мікеланджело «П'єта».
21 травня 1972, через кілька хвилин після закінчення святкової літургії з нагоди Дня Святої Трійці, Тот накинувся на скульптуру, виставлену в базиліці Святого Петра у Ватикані, і, завдавши їй п'ятнадцять ударів геологічним молотком з криком «Я — Ісус Христос, Христос повстав з мертвих!», відбив статуї Діви Марії ліву руку на рівні ліктя, вищербив ніс і ліву повіку і заподіяв безліч інших дрібних ушкоджень. Свідками злочину стали близько двох тисяч прихожан церкви Святого Петра.

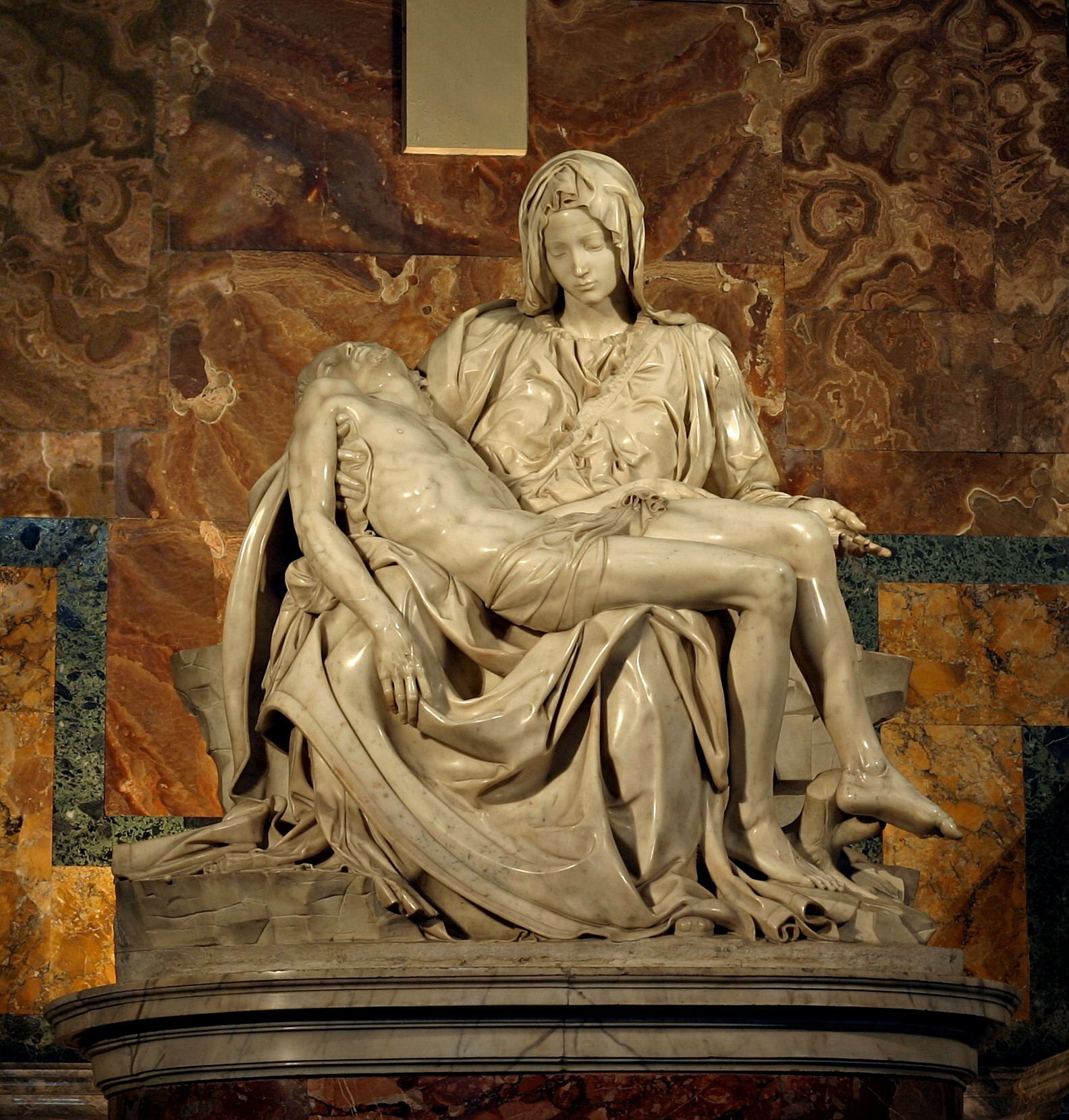
Мікеланджело. П'єта. 1499

1. Ласло Тот, затриманий після скоєння акту вандалізму
2. Пошкоджена голова статуї Діви Марії

Тот був схоплений присутніми, у тому числі американським скульптором Бобом Кассілом, який першим відвів його від П'єти. На суді Тот повторив, що він — Ісус Христос, а також сам Мікеланджело, і Бог велів йому знищити статую Богородиці, — «уособлення помилкових чеснот Церкви» — оскільки Він вічний і не може мати матері.
Зважаючи на явну психічну ненормальность Тота кримінальних звинувачень проти нього не висувалося. 29 січня 1973 року він був поміщений в італійську психіатричну клініку, 9 лютого 1975 року — виписаний з лікарні і депортований до Австралії, де вчився до приїзду в Рим.
|  | <…> навіть подряпина, завдана 473-літній «П'єті» — єдиній скульптурі, підписаній найбільшим скульптором всіх часів, — виправдала б подібне старання; цього разу, однак, пошкодження були просто страшенними. Удари молотка відбили ніс від вишукано-сумного обличчя Мадонни. Були надщерблені ліва повіка, шия, голова і вуаль Діви Марії. Ліва рука статуї відламалася на рівні ліктя; пальці руки відкололися від удару об підлогу. Старанно орудуючи пір'яними мітелками для змахування пилу, службовці Ватикану зібрали понад 50 мармурових осколків. Кілька фрагментів було вилучено з воскових напливів на свічках, що оточують «П'єту». Ще три уламки повернули туристи, що прихопили їх з собою як сувеніри. Про свою готовність відновити статую заявив відомий італійський скульптор Джакомо Манцу. Рентгенівське дослідження «П'єти», розпочате в 1964 році перед відправкою скульптури на Міжнародну ярмарку в Нью-Йорку, показало, що ліва рука Мадонни була відламана і замінена в XVIII столітті невідомим скульптором. Оригінальний текст (англ.) <…> even a scratch to the 473-year old Pietà, the only signed sculpture by the greatest sculptor of all time, would justify such caution – but the damage in this case was sickeningly extensive. The hammer blows cleaved the nose from the Madonna’s exquisite, sorrowful face. They gouged her left eyelid, neck, head and veil. They broke her left arm off at the elbow, and the fingers snapped off as the hand hit the floor. Meticulously wielding feather dusters, Vatican officials had collected more than 50 shards of marble. A few fragments were retrieved from wax drippings from candles that surround the Pietà. Three others were returned to the Vatican by tourists who took them as souvenirs. Italy’s renowned sculptor Giacomo Manzù declared that he was the only one able to restore the statue. X-rays taken before the Pietà was shipped to the New York World’s Fair in 1964 revealed that the Madonna’s left hand had been broken and replaced in the eighteenth century by some anonymous sculptor. |

## В популярній культурі
- Ласло Тот — персонаж однойменної імпровізованої п'єси американського поета та історика літератури Роджера Дансмора (англ. Roger Dunsmore)[8].
- Ласло Тот (англ. Lazlo Toth) — літературний псевдонім американського письменника, режисера, актора, співака, коміка і майстра епістолярних розіграшів Дона Новелло[en].[9]